# Michel Audran

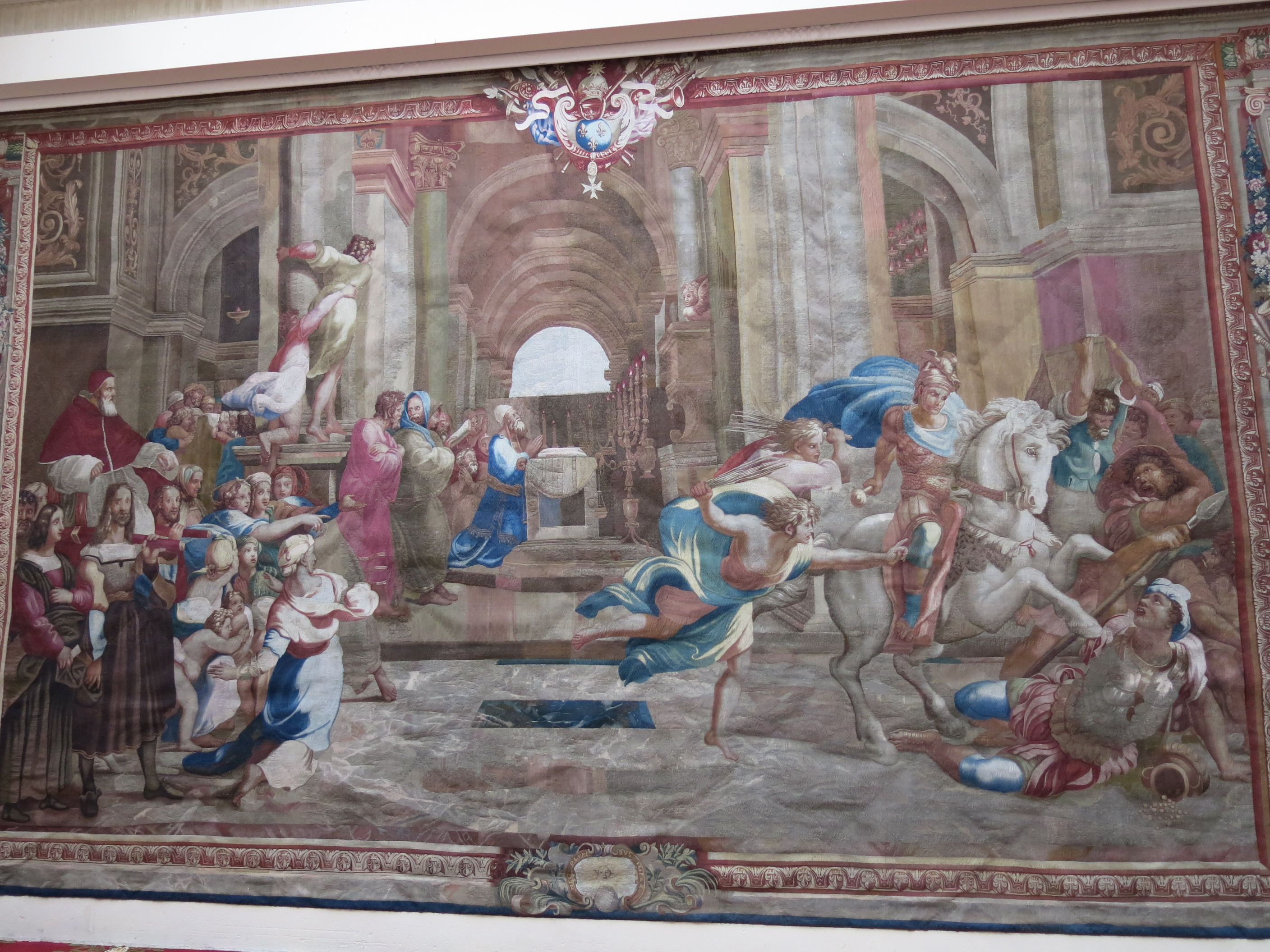
Parigi. Sala delle feste dell'Élysée, Eliodoro scacciato dal Tempio da Raffaello, atelier Michele Audran della manifattura dei Gobelins, 1736-1738

Michel Audran (Parigi, 19 febbraio 1701 – Parigi, 1771) è stato un incisore e arazziere francese.

## Biografia
Secondo figlio dell'incisore ed editore Jean e di Marie Marguerite Dossier, discendeva da una famiglia di artisti di origine lionese che ha dato pittori e incisori. Suo nonno era l'incisore  Germain Audran ed incisore era anche suo fratello maggiore Benoît Audran detto il Giovane (1698-1772). Suoi figli sono stati Benoit III Audran, incisore e  Prosper Gabriel Audran, magistrato e professore di lingua ebraica. Risulta attivo nella manifattura dei Gobelins dal 1732 fino alla morte.
Nel palazzo Reale di Torino c'erano sette arazzi della Manifattura dei Gobelins - della serie Storie di Don Chisciotte - eseguiti fra il 1746 e il 1749 dall'atelier di Michel Audran, su cartone del pittore Charles-Antoine Coypel. Questi arazzi provenivano dalle collezioni dei Borboni di Napoli e nel 1882 furono trasferiti al palazzo del Quirinale. Quattro arazzi della serie don Chisciotte sono al Paul Getty Museum. Due episodi delle Storie di Don Chisciotte sono nel castello di Brissac.

### LeStorie di Don Chisciotte
La serie completa comprende dodici arazzi, tessuti nell'atelier Michel Audran, ai Gobelin, con la collaborazione dell'arazziere Pierre-François Cozette. La cornice è costituita da una doppia, ricchissima ghirlanda di fiori, allacciati con nastri e con nodi, in pieno stile Luigi XV. Il disegno di fondo della cornice è a damasco rosa, in due tinte; i riquadri dorati sono mistilinei. Al centro, in basso, c'è un mascherone, ai cui lati sono elegantemente accatastati oggettiː corazze, bandiere, libri, armi, tra animali simbolici, come cani, montoni, scimmie. A destra, dentro la riquadratura e sul bordo esterno, si nota la firma. La decorazione sovrabbondante dei contorni schiaccia un po' la scena centrale, sempre ricca di personaggi.
Autori: dipinti di Claude Audran III (1658-1734), arazziere Michel Audran, cartoni di Charles-Antoine Coypel (1694-1752). Materiali: filo di seta, fibra vegetale, lana. Data: 1746-1749. Titoli degli arazzi:
- Codardia di Sancio alla caccia
- Don Chisciotte a Barcellona al ballo offerto per lui da Don Antonio
- Don Chisciotte e Sancio su un cavallo di legno immaginano di attraversare l'aria per andare a salvare Doloride
- Don Chisciotte ingannato da Sancio scambia una contadina per Dulcinea
- Dorotea travestita da pastore è ritrovata dal parroco e dal barbiere
- Don Chisciotte è servito dalle damigelle della Duchessa
- Sancio fa il solenne ingresso nell'isola di Barataria
- Sancio a tavola nell'isola di Barataria monta in collera contro il suo medico
- Don Chisciotte consulta la testa incantata presso don Antonio
- La falsa principessa Micomicomi prega don Chisciotte di metterla sul trono
- Sancio si sveglia e si dispera di non trovare più l'asino che Cines di Passamonte gli toglie
- Don Chisciotte guarito dalla follia dalla sua saggezza

### Incisioni di Michel Audran
- Ratto di Deianira, acquaforte, 29x40,7 cm (incisione) e 48,1x36 cm (foglio).